# Des hommes et des dieux
Des hommes et des dieux, conocida en inglés como Of Men And Gods, es un documental de temática LGBT haitiano-francés de 2002, dirigido por Anne Lescot y Laurence Magloire.

## Argumento
El documental sigue las vivencias de una serie de hombres gais haitianos, así como la forma en la que la religión vudú permite la prosperidad de la homosexualidad y la cultura queer.
Mientras, la epidemia del sida se cierne sobre estos creando sobre ellos una preocupación cada vez mayor, aportando una capa de nihilismo al documental.

## Estreno
La película se rodó en 2002 y se proyectó ampliamente en varios festivales. El estreno de la película homónima de Xavier Beauvois, De dioses y hombres, en 2010, generó malentendidos durante algunas proyecciones.

## Premios y nominaciones
- Festival Vues d'Afrique, Premio Chantal Lapaire al documental «mejor avance de las mentalidades del Norte», Montreal (Canadá), abril de 2002.

- Dwa Fanm, Trofeo Voices of Women por activismo, coraje y logros en el cine, Nueva York (EE. UU.), 2003.

- Diploma Isidor del Colectivo HomoEdu para combatir los prejuicios homofóbicos, París (Francia), noviembre de 2007.

- Presentación en el marco del festival Chéries-Chéris en 2016.